# Itasca, Illinois
Itasca là một làng thuộc quận DuPage, tiểu bang Illinois, Hoa Kỳ. Năm 2010, dân số của làng này là 8649 người.

## Dân số
Dân số qua các năm:
- Năm 2000: 8302 người.
- Năm 2010: 8649 người.